# ستيفن برايس (سياسي)
ستيفن برايس (بالإنجليزية: Stephen Price)‏ هو عامل مناجم ونقابي وسياسي أسترالي، ولد في 5 أكتوبر 1969 في بانباري في أستراليا. حزبياً، نشط في حزب العمال الأسترالي. وقد انتخب عضو الجمعية التشريعية لأستراليا الغربية عن دائرة Electoral district of Forrestfield ‏ (11 مارس 2017 – ).